# Este (Costa de Marfil)
Este fue uno de los departamentos de Costa de Marfil entre 1963 y 1969. Se estableció en 1963 tras la división del departamento del Sudeste. Durante la existencia del Este, los departamentos eran las subdivisiones administrativas de primer nivel de Costa de Marfil.
Utilizando los límites actuales como referencia, el territorio del departamento del Este estaba compuesto por las regiones de Indénié-Djuablin y de Zanzan.
En 1969 el Este y los otros cinco departamentos existentes del país fueron suprimidos y reemplazados por 24 nuevos departamentos. El territorio del departamento del Este se convirtió en los nuevos departamentos de Abengourou y Bondoukou.